# قائمة الهجمات الصاروخية الفلسطينية على إسرائيل 2011
فيما يلي قائمة مفصلة بالهجمات الصاروخية الفلسطينية على إسرائيل في 2011، والصادرة من قطاع غزة.
على مدار عام 2011، أطلق 680 صاروخاً وقذيفة هاون وغراد من قطاع غزة على إسرائيل.

## نظرة عامة وتطورات ملحوظة
في أواخر 2010 قالت حركة الجهاد الإسلامي في فلسطين أنها، إلى جانب الجماعات المسلحة الفلسطينية الأخرى في قطاع غزة، ستوقف مؤقتا الهجمات الصاروخية على إسرائيل. إلا أنها في 7 يناير 2011 أعلنت مسئوليتها عن هجوم صاروخي أسفر عن إصابة 3 عمال زراعيين، وكانت الحركة مسؤولة عن أغلب الهجمات الصاروخية على إسرائيل في أول أسبوعين من العام. أعلنت الحركة في 12 يناير مرة أخرى أنها ستوقف الهجمات الصاروخية. وقعت عدة هجمات صاروخية لمتعلن أي جهة مسؤوليتها عنها في 16، 17 و18 يناير.
في 2 يناير ألقي القبض على اثنين من عرب القدس الشرقية يعملان في القنصلية البريطانية العامة في القدس على خلفية اشتباه في الانخراط في محاولة فاشلة من حماس لإطلاق هجمة صاروخية على ملعب تيدي أثناء مباراة كرة قدم. أطلق سراح الرجلين في اليوم التالي مع اتهامها بالاتجار غير المشروع بالأسلحة.
في 15 مارس احتجزت إسرائيل سفينة فيكتوريا التي كانت تحمل على متنها أسلحة إيرانية مخبأة متجهة إلى قطاع غزة.
في 27 مارس نشرت إسرائيل للمرة الأولى منظومة القبة الحديدية المضادة للصواريخ لحماية مدينة بئر السبع، التي صارت في الآونة الأخيرة هدفاً مرة أخرى للهجمات الصاروخية الفلسطينية بعد أن كانت آمنة منذ الحرب على غزة 2008-2009. نشر بعدها بأسبوع بطارية أخرى لحماية عسقلان. في 7 أبريل تمكنت بطارية عسقلان بنجاح من اعتراض صاروخ غراد فلسطيني أطلق على المدينة، لتحقق بذلك أول اعتراض ناجح لصاروخ قصير المدى في التاريخ. في 31 أغسطس نشرت إسرائيل بطارية ثالثة على أسدود قبل العام الدراسي الجديد. وبحلول هذا التاريخ كانت القبة الحديدية اعترضت عشرات الصواريخ الفلسطينية بتكلفة 100 ألف دولار للاعتراض الواحد دون أن يشمل ذلك تكلفة المنظومة نفسها.
في 4 أبريل وجهت إسرائيل اتهامات لضرار أبو سيسي بالضلوع بالعمل العسكري مع حماس والمساهمة في تصنيع صواريخها في محكمة بئر السبع، واصفة إياه ب"عراب الصواريخ". نشرت تقارير أن إسرائيل قد اعتقلت أبو سيسي في أوكرانيا الشهر الفائت.
في 7 أبريل أطلقت حماس صاروخ كورنت مضاداً للدبابات على حافلة مدرسية إسرائيلية، مما أدى إلى مقتل الراكب الوحيد في الحافلة، وهو صبي كان يبلغ من العمر 16 سنة.
في 18 أغسطس وقعت سلسلة من الهجمات عبر الحدود في إيلات جنوب إسرائيل قرب الحدود المصرية، مما أدى لوقوع هجمات متبادلة بين إسرائيل والجماعات الفلسطينية المسلحة في قطاع غزة لعدة أيام أدت لوقوع أضرار ملحوظة في الجانبين.

## ملخص
يلخص الجدول التالي محتوى المقالة
| الشهر   | عدد الصواريخ | عدد الصواريخ | أثر الصواريخ | أثر الصواريخ | الرد الإسرائيلي | الرد الإسرائيلي |
|         | صواريخ       | قذائف هاون   | قتيل         | جريح         | قتيل            | جريح            |
| ------- | ------------ | ------------ | ------------ | ------------ | --------------- | --------------- |
| يناير   | 17           | 26           |              | 4            |                 |                 |
| فبراير  | 6            | 19           |              |              | 1               | 17              |
| مارس    | 38           | 87           |              | 3            | 9               | 8               |
| أبريل   | 87           | 57           | 1            | 6            | 8               | 23              |
| مايو    | 1            |              |              |              |                 |                 |
| يونيو   | 4            | 1            |              |              |                 |                 |
| يوليو   | 20           | 2            |              |              |                 | 2               |
| أغسطس   | 145          | 46           | 1            | 30           | 4               | 2               |
| سبتمبر  | 8            | 2            |              |              |                 |                 |
| أكتوبر  | 52           | 6            | 1            | 2            | 12              |                 |
| نوفمبر  | 11           | 1            |              | 1            | 2               | 6               |
| ديسمبر  | 30           | 11           |              |              | 4               | 4               |
| المجموع | 419          | 258          | 3            | 46           | 40              | 62              |

## يناير
وفقاً للتقرير الشهري لجهاز الأمن العام الإسرائيلي، أطلق الفلسطينيون في قطاع غزة 17 صاروخاً و26 قذيفة هاون تجاه إسرائيل في 25 هجمة منفصلة، ومثل ذلك انخفاضاً في عدد القذائف التي أطلقت مقارنة بشهر سبتمبر 2010، الذي شهد إطلاق 15 صاروخ و38 قذيفة هاون في 30 هجمة منفصلة.
1 يناير
في المساء سقطت قذيفة هاون أطلقت من غزة على كيبوتس قرب شاعر النقب. أصيبت امرأة بصدمة، لكن لم تقع أي إصابات. تبنت الجبهة الشعبية لتحرير فلسطين الهجمات الصاروخية في ذلك اليوم، قائلة أنها أطلقت 4 قذائف هاون على موقعين عسكريين في إسرائيل، ومعلنة تمسكها بخيار المقاومة ومواجهة الاحتلال الإسرائيلي. ردت إسرائيل تلك الليلة على هذا الهجوم وعلى هجمتين سابقتين من يومين بغارات جوية على هدفين في قطاع غزة وصفهما الجيش الإسرائيلي ببؤرة لنشاط حماس الإرهابي في الشمال ومركز تصنيع سلاح في وسط المنطقة. أدت هذه الهجمات إلى إصابة 2 من الفلسطينيين.
2 يناير
سقط صاروخ أطلقه الفلسطينيون من قطاع غزة على إشكول. أعلنت الجبهة الشعبية لتحرير فلسطين والجبهة الديمقراطية لتحرير فلسطين مسؤوليتهما عن الهجمات ذلك اليوم، موضحين أنهما أطلقا عدة قذائف على أهداف إسرائيلية ليلاً رداً على العدوان الإسرائيلي المستمر تجاه شعب غزة. رغم ذلك نفت متحدثة باسم الجيش الإسرائيلي علمها بقذائف أطلقت من غزة في هذا التوقيت.
4 يناير
في الظهيرة انفجر صاروخ قسام أطلق من شمال قطاع غزة قرب كيبوتس في حوف عسقلان. لم تسجل أي إصابات بشرية، لكن تضررت عدة منشئات زراعية. لم تعلن أي جهة مسؤوليتها عن الهجوم. ردت إسرائيل ذلك اليوم بغارات جوية على منشأة تدريب عسكري تابعة لحماس وسط قطاع غزة ونفق تهريب في الجنوب، دون أن تسفر هذه الضربات عن إصابات.
5 يناير
سقطت قذيفتي هاون أطلقتا من قطاع غزة على مناطق مكشوفة في إشكول، دون وقوع إصابات أو أضرار. أصابت 5 قذائف هاون أخرى إشكول ذلك اليوم، وفقا لموقع الجيش الإسرائيلي.
بعد الغروب، سقط صاروخ قسام على منطقة مكشوفة في إشكول، دون وقوع إصابات أو أضرار.
6 يناير
في الصباح، سقطت قذيفة هاون أطلقها الفلسطينيون من قطاع غزة على سدوت النقب، دون وقوع إصابات أو أضرار. تبنت الجبهة الشعبية لتحرير فلسطين هجمات الهاون ذلك اليوم، موضحة أنها أطلقت 3 قذائف هاون على قاعدة عسكرية إسرائيلية قرب إسرائيل. رغم ذلك نفت متحدثة باسم الجيش الإسرائيلي عن علمها بوقوع هجمات في هذه المنطقة. ردت إسرائيل في المساء بغارات جوية على موقعين في قطاع غزة وصفتهما بقاعدة إرهابية لحماس في الشمال ونفق تهريب في الجنوب حفر لتنفيذ هجمات ضد إسرائيل. لم تسجل إصابات نتيجة لهذه الضربات.
7 يناير
أطلق صاروخ من قطاع غزة تجاه إسرائيل، دون وقوع إصابات.
8 يناير
في 2:20 م أطلقت 4 قذائق هاون 181 مم من قطاع غزة نحو إسرائيل، سقطت جميعها على شاعر النقب. أصابت إحدى هذه القذائف منطقة سكنية ضمن تجمع زراعي في المنطقة. أصيب 3 عمال زراعين تايلانديين، أحدهم بجروح خطيرة والآخر بجروح متوسطة والثالث بجروح خفيفة، وكلهم بشظايا. أصيب عدد من الناس بصدمة. أعلنت حركة الجهاد الإسلامي مسؤوليتها عن الهجمات، موضحة بأنها أطلقت 6 قذائف هاون نحو نقطة عسكرية إسرائيلية قرب ناحل عوز.
قرب المساء، سقطت قذيفة هاون أخرى على منطقة مكشوفة في إشكول، دون أن تسفر عن إصابات أو أضرار.
بعد الغروب أطلق صاروخ قسام على منطقة مكشوفة في إشكول، دون أن تسفر أيضاً عن خسائر.
خلال ساعة، أطلق صاروخ قسام ثانٍ على إشكول، مما أدى إلى إصابة سائق شاحنة يدعى يتسحاق زعفراني بجروح خفيفة في الوجه، وتضرر شاحنته.
9 يناير
في الصباح أطلق صاروخ قسام من قطاع غزة نحو إشكول، دون أن يسفر عن خسائر. ردت إسرائيل مساء على هجمات اليومين السابقين بغارات جوية استهدفت ما سمته بؤرتي نشاط إرهابي لحماس في قطاع غزة، دون أن تتسبب هذه الضربات في إصابات. وفقاً لموقع ديبكا فايل، فإن الأهداف كانت مراكز قيادة تحت الأرض تابعة لحركة حماس بنيت حديثاً بواسطة مهندسين من الحرس الثوري الإيراني.
10 يناير
في المساء، أطلقت 3 صواريخ من قطاع غزة نحو إسرائيل، أصاب أحدهما منطقة صناعية في عسقلان، بينما سقط الآخران على حوف عسقلان، دون أن يتسبب أي منها في إصابات أو أضرار.
في وقت لاحق أطلق صاروخ قسام آخر ليسقط على منطقة مكشوفة في إشكول، دون التسبب في خسائر.
11 يناير
في الصباح، أطلق الفلسطينيون في قطاع غزة صاروخاً انفجر بدوره جنوب عسقلان، دون أن يسفر عن إصابات أو أضرار. ردت إسرائيل في المساء على الهجمات التي كانت على مدار اليومين السابقين بغارات جوية على مجمعين لحماس ومركز تدريب عسكري تابع لحركة الجهاد الإسلامي.
16 يناير
انطلقت 3 قذائف هاون من قطاع غزة نحو إسرائيل، انفجرت جميعها في مناطق مكشوفة قرب كيبوتس في شاعر النقب، دون أن تتسبب في إصابات أو أضرار، ولم تنطلق صافرات إنذار اللون الأحمر.
17 يناير
في الصباح انفجر صاروخ قسام أطلق من شمال قطاع غزة في حديقة قرب حي في شاعر النقب، دون أن يسفر عن إصابات أو أضرار.
18 يناير
قرب الظهيرة سقطت 4 قذائف هاون أطلقت من قطاع غزة على مناطق مكشوفة في إشكول، دون أن تسفر عن إصابات أو أضرار.
21 يناير
سقطت قذيفة هاون أطلقت من قطاع غزة على موقع غير محدد في النقب الغربي، دون وقوع إصابات أو أضرار.
25 يناير
في المساء سقط صاروخ قسام أطلق من قطاع غزة على منطقة مكشوفة في سدوت النقب، دون التسبب في إصابات أو أضرار.
لاحقاً في المساء، انفجر صاروخ آخر في منطقة مكشوفة في إشكول، دون التسبب أيضاً في إصابات أو أضرار.
31 يناير
انفجر صاروخ قسام أطلق من قطاع غزة في منطقة مكشوفة في إشكول، دون التسبب في إصابات أو أضرار.
سقط صاروخ غراد قرب منطقة سكنية في نتيفوت. أدى انفجار الصاروخ إلى تعطيل حفل زواج قريب من منطقة الانفجار، حيث أصيب 4 أشخاص بصدمة، وتضرر طريق وسيارة واقفة. انفجر صاروخ غراد آخر قرب مدينة أوفاكيم بعد الأول بدقائق، لكن لم يعلن عن إصابات أو أضرار. كان هذا الهجوم هو الأول منذ انطلاق احتجاجات 25 يناير في مصر.
ردت إسرائيل في 2 فبراير بضربة جوية على نفق تهريب على الحدود المصرية مع قطاع غزة، ولم يعلن عن وقوع إصابات. كما تقدمت إسرائيل بشكوى إلى الأمم المتحدة.

## فبراير
وفقاً للموجز الشهري لجهاز الأمن العام الإسرائيلي، أطلق الفلسطينيون في قطاع غزة 6 صاروخاً و14 قذيفة هاون تجاه إسرائيل في 19 هجمة منفصلة.
4 فبراير
أطلق الفلسطينيون في قطاع غزة صاروخ قسام نحو سدوت النقب، دون أن يسفر عن إصابات أو أضرار، ولم تنطلق صافرات الإنذار.
6 فبراير
أطلق الفلسطينيون في قطاع غزة قذيفتي هاون نحو شاعر النقب.
بعد الغروب سقطت قذيفتي هاون أخريين على مناطق مكشوفة في إشكول. ولم يبلغ عن إصابات أو أضرار نتيجة أي من الحادثتين.
8 فبراير
عند حوالي 11 صباحاً، سقطت قذيفتي هاون أطلقتا من قطاع غزة على كيبوتس في شاعر النقب. سقطت إحدى القذيفتين على منطقة لركن السيارات مما تسبب في تضرر سيارة، بينما سقطت الأخرى على حقل قريب لتتسبب في إتلاف أنبوب ري، دون أن يتسبب أي منهما في إصابات.
بعد الساعة 2 م بقليل، أطلقت قذيفتي هاون أخريين من شمال قطاع غزة نحو شاعر النقب، دون وقوع إصابات أو أضرار. انطلقت صافرات الإنذار خلال الهجومين وتم توجيه السكان بالبقاء مؤقتاً داخل منازلهم. تبنت حركة الجهاد الإسلامي الهجوم، موضحة أن الهجمات قد انطلقت من نقطة عسكرية شرق خان يونس.
ردت إسرائيل على الهجمات بغارات جوية على نفق تسلل شمال قطاع غزة، ومنشأة لتصنيع الصواريخ، وهدف ثالث قرب جباليا، مما أدى إلى إصابة 8 أشخاص بجروح طفيفة.
9 فبراير
قالت الجبهة الشعبية لتحرير فلسطين أن مقاتليها أطلقوا قذيفة على جيب عسكري إسرائيلي في الصباح. في المقابل نفى الجيش الإسرائيلي وقوع الحادثة.
14 فبراير
قرب الظهيرة أطلق صاروخ قسام من قطاع غزة نحو إشكول، دون وقوع إصابات أو أضرار. وتزامن وقوع الهجوم، الذي جاء بعد عدة أيام من الهدوء النسبي، مع قسم بيني غانتس كرئيس جديد للأركان العامة في إسرائيل.
23 فبراير
أطلق الفلسطينيون في قطاع غزة 3 قذائف هاون على كيبوتس في شاعر النقب. انفجرت إحدى القذائف قرب ملعب كرة قدم، بينما انفجر آخر قرب مسبح، وانفجر الثالث خارج السياج الحدودي، دون أن تتسبب في إصابات. أعلنت حركة الجهاد الإسلامي مسؤوليتها عن الهجمات، قائلة أنها أطلقت قذيفتي هاون على قوات إسرائيلية حاولت عبور السياج الحدودي إلى قطاع غزة.
عند الساعة 9:30 م تقريباً، أطلق الفلسطينيون 3 صواريخ غراد على بئر السبع إحدى أكبر المدن الإسرائيلية. أصاب أحد الصواريخ فناء منزل في منطقة سكنية، مسبباً أضراراً بليغة للمنازل والمركبات المحيطة. أصيب 4 من السكان -2 من البالغين و2 من الأطفال- بصدمة وتم علاجهم، ولم يعلن عن إصابات جسدية. انطلقت صافرات الإنذار في المدينة بضع ثوانٍ قبل الانفجار. مثلت هذه الهجمات المرة الأولى التي تتعرض فيها بئر السبع للقصف بصواريخ فلسطينية منذ الحرب على غزة 2008-2009.
ردت إسرائيل ذلك اليوم بضربة جوية على خلية تابعة لحركة الجهاد الإسلامي شرق مدينة غزة، مما أدى لإصابة 3 مسلحين. تبع ذلك عدة هجمات جوية على أهداف عسكرية عبر قطاع غزة، مما تسبب في أضرار بليغة للمباني. في اليوم التالي، أدت ضربة جوية أخرى على مركبة تابعة لحماس في منطقة السلام برفح إلى مقتل شخص وإصابة عدة آخرين.
26 فبراير
سقطت قذيفة هاون أطلقت من قطاع غزة على منطقة مكشوفة في إشكول، دون أن تسفر عن وقوع إصابات أو أضرار. ردت إسرائيل بغارات جوية على عدة منشآت عسكرية تابعة لحماس وحركة الجهاد الإسلامي، مما أدى إلى إصابة 4 فلسطينيين بجروح طفيفة.
27 فبراير
أطلق الفلسطينيون في قطاع غزة صاروخ قسام على إشكول، دون أن يتسبب في إصابات أو أضرار. ولم تنطلق صافرات الإنذار.
أطلقت قذيفة هاون من شمال قطاع غزة نحو إسرائيل، إلا أنها سقطت على أراضِ فلسطينية قرب حاجز بيت حانون الحدودي، دون التسبب في إصابات أو أضرار. تم توجيه سكان 3 مدن في شاعر النقب وحوف عسقلان للبقاء في مناطقهم الآمنة خوفاً من هجمات لاحقة.

## مارس
وفقاً للموجز الشهري لجهاز الأمن العام الإسرائيلي، أطلق الفلسطينيون في قطاع غزة 38 صاروخاً و87 قذيفة هاون تجاه إسرائيل في 47 هجمة منفصلة.
3 مارس
في المساء، أطلق الفلسطينيون من قطاع غزة قذيفة نحو سدوت النقب. وأعلنت الجبهة الديمقراطية لتحرير فلسطين مسؤوليتها عن الهجوم، موضحة أنها أطلقت صاروخ C5K على برج عسكري إسرائيلي قرب كيسوفيم. وجاء في بيان الحركة: "نحن نختار خيار المقاومة كوسيلة للحصول على حقوقنا الوطنية، ونعد الشعب الفلسطيني بأننا سوف نستمر في مقاومة الاحتلال الإسرائيلي".
4 مارس
أطلق الفلسطينيون صاروخي قسام من قطاع غزة نحو إسرائيل، انفجر أحدهما في سدوت النقب، بينما يرجح أن الآخر سقط على أراضٍ فلسطينية. لم تسجل خسائر بشرية أو مادية.
5 مارس
أطلق الفلسطينيون من قطاع غزة صاروخاً على موقع غير محدد في النقب الغربي، دون أن يسفر عن وقوع إصابات أو أضرار. ردت إسرائيل بغارات جوية على نقاط عسكرية تابعة لحماس في الزيتون ودير البلح وخان يونس، دون وقوع إصابات.
9 مارس
بعد الغروب، سقط صاروخ قسام انطلق من قطاع غزة على منطقة مكشوفة في إشكول، دون أن يسفر عن إصابات أو أضرار.
16 مارس
أطلق الفلسطينيون صاروخاً على سديروت، دون وقوع إصابات أو أضرار. ردت إسرائيل بغارة جوية على موقع لحماس في قطاع غزة أدى لمقتل 2 وإصابة واحد من عناصرها.
18 مارس
أطلق الفلسطينيون في قطاع غزة 4 قذائف هاون نحو إسرائيل، سقط بعضها على مواقع غير محددة في النقب الغربي، بينما سقط البعض الآخر داخل قطاع غزة.
قرب الساعة 4 م انطلقت 6 قذائف هاون أخرى نحو إشكول، دون التسبب في إصابات أو أضرار.
19 مارس
في الصباح الباكر، انطلقت 54 قذيفة هاون من قطاع غزة على الأراضي الإسرائيلية خلال 15 دقيقة. أصيب رجل وزوجته بشظايا بينما كانا متوجهين إلى منطقة آمنة، وتضررت منازل عدة في كيبوتس بشدة. سقطت إحدى القذائف على سقف روضة أطفال، إلا أن المبنى كان فارغاً لأنه كان يوم الشبات، يوم العطلة اليهودي. تبنت حركة حماس الهجمات، موضحة أنها جاءت انتقاماً لمقتل 2 من عناصرها نتيجة غارات جوية إسرائيلية قبل أيام.
ردت إسرائيل بغارات جوية وقصف بالدبابات، مما أدى لمقتل أحد عناصر حماس وإصابة 4 آخرين.
20 مارس
في يوم عطلة عيد المساخر اليهودي، انطلقت 5 قذائف هاون وصاروخي قسام من قطاع غزة نحو إسرائيل.
في وقت لاحق من اليوم ذاته انطلق صاروخ غراد على عسقلان، مسبباً إصابة امرأة مسنة بجروح طفيفة، بينما أصيب آخرون بصدمة، وانطلقت صافرات الإنذار في المدينة. أدان وزير بريطانيا لشئون الشرق الأوسط وشمال أفريقيا أليستير بيرت حماس بسبب هجماتها على إسرائيل واعتدائها على المحتجين الفلسطينيين في قطاع غزة، قائلاً أنه: "ينبغي ألا تظن حماس أننا عندما يكون الاهتمام متجهاً إلى أماكن أخرى في العالم سنغض الطرف عن أفعالها. الاستهداف العشوائي للمواطنين الإسرائيلين، بينما كانوا يحتفلون بعيد المساخر اليهودي، غير مقبول."
21 مارس
بعد الغروب، أطلق الفلسطينيون من قطاع غزة صاروخ قسام نحو إشكول، دون أن يسفر عن وقوع إصابات أو أضرار.
22 مارس
قرب الساعة 4 مساء انطلقت 4 قذائف هاون نحو علوميم وسعد، دون أن تسفر عن وقوع إصابات أو أضرار.
في المساء، أطلق الفلسطينيون من شمال قطاع غزة صاروخ غراد وعدة قذائف هاون نحو عسقلان، وسقط الغراد جنوب المدينة. لم تسجل إصابات أو أضرار نتيجة تلك الهجمات.
في المساء، هاجمت قوات الجيش الإسرائيلي ما وصفه بالخلية الإرهابية أثناء استعدادها لإطلاق صاروخ بعيد المدى نحو إسرائيل. وقالت مصادر عسكرية إسرائيلية أن هذه العناصر هي نفسها التي كانت خلف الهجوم على بئر السبع بصواريخ غراد في 23 فبراير الماضي.
23 مارس
في المساء، سقط صاروخ غراد أطلق من قطاع غزة على منطقة مكشوفة جنوب مدينة أسدود. كانت هذه المرة الأولى التي تستهدف فيها أسدود، أحد أكبر مدن إسرائيل البعيدة نسبياً عن قطاع غزة، منذ الحرب على غزة 2009-2009. انطلقت صافرات الإنذار في المدينة وكذلك في غديرا وكريات ملاخي المجاورتين. لم تقع إصابات أو نتيجة الحادث. وتبنت حركة الجهاد الإسلامي الهجوم.
في 5:30 ص، أطلق الفلسطينيون صاروخ غراد آخر نحو بئر السبع. أصاب الصاروخ شارعاً في قلب منطقة سكنية، كما أصيب رجل يبلغ من العمر 56 عاماً بشظايا اخترقت شقته في الطابق الثالث، وأصيب 3 أفراد آخرين بصدمة، كما تضررت عدة مبانٍ من ضمنها كنيس. أغلقت المدارس والجامعات في المدينة ذلك اليوم خوفاُ من هجمات لاحقة. أعلنت حركة الجهاد الإسلامي مسؤوليتها عن الهجوم، قائلة أنه "رد فعل أولي على الجرائم الصهيونية تجاه شعبنا في غزة".
بعدها بأربع ساعات أطلق صاروخ غراد آخر من قطاع غزة على بئر السبع، حيث أصاب منطقة مكشوفة في المدينة.
في وقت لاحق، أطلقت 7 قذائف هاون على إشكول وواحدة على شاعر النقب، واحتوت بعض القذائف على فوسفور أبيض.
أدان الرئيس الأمريكي وقتها باراك أوباما هذه الهجمات إلى جانب تفجير موقف الحافلات بالقدس "بأشد العبارات الممكنة"، قائلاً أنه "لا يوجد مطلقاً أي تبرير ممكن للإرهاب". ردت إسرائيل على تلك الهجمات بغارات جوية على مواقع تدريب عسكرية ونفق تهريب أسلحة على الحدود المصرية مع قطاع غزة وقاذفة صواريخ مهجورة. ولم يعلن عن إصابات نتيجة هذه الغارات.
24 مارس
انطلقت 12 قذيفة من قطاع غزة نحو المدن الإسرائيلية على مدار اليوم، لتصل إلى أماكن بعيدة في البلاد. أغلقت مدن بئر السبع وأسدود وكريات جات مدارسها خلال اليوم خوفاً من هجمات جديدة. جرى التدريس كالمعتاد في عسقلان، إلا أن مجلس الآباء المحلي ناشد الأهالي بإبقاء أطفالهم في المنازل. أدانت مسؤولة السياسات الخارجية للاتحاد الأوروبي كاثرين أشتون الهجمات الفلسطينية إلى جانب تفجير موقف الحافلات بالقدس "بأشد العبارات"، مضيفة أن: "الهجمات على أي مدنيين غير مقبولة بالكلية تحت أي ظرف". تفاصيل بعض الأحداث:
- خلال المساء أطلق صاروخ قسام على النقب الغربي، دون وقوع إصابات أو أضرار ناتجة.[99]
- في الصباح، سقط صاروخ قسام آخر أطلقه الفلسطينيون على منطقة مكشوفة جنوب عسقلان، دون وقوع إصابات أو أضرار.[99]
- قبل 11 ص بوقت قصير انفجر صاروخ أطلق من شمال القطاع في منطقة مكشوفة في إشكول، دون وقوع إصابات أو أضرار.[99]
- عند حوالي 12:15 م سقط صاروخ قسام على منطقة مكشوفة في شاعر النقب، دون وقوع إصابات.[99]
- قبيل الساعة 2 م، أطلق صاروخ آخر نحو إشكول، دون وقوع إصابات.[99]
- أطلق صاروخي غراد على أسدود. ضرب أحدهما جنوب المدينة والآخر شمالها، وسمع دوي انفجار الصاروخ الثاني في يفنه. انطلقت صافرات الإنذار في المدينة إلى جانب مدن عسقلان وغديرا وغان يفنه.[101][102][103]
- بعد ذلك بساعات سقط صاروخ في سديروت وانفجرت قذيفة هاون في شاعر النقب، وانطلقت صافرات الإنذار. لم تقع إصابات أو أضرار.[103][104]
- في المساء، انطلقت 6 قذائف هاون نحو إشكول، دون وقوع إصابات أو أضرار.[105]

ردت إسرائيل خلال اليوم بغارات جوية على مبانٍ تابعة لحركة حماس في قطاع غزة.
26 مارس
في الصباح الباكر انطلق صاروخان من قطاع غزة نحو إسرائيل. سقط أحدهما في إشكول، لينفجر على مسافة 3 ياردات من منزل في إحدى التجمعات السكنية بالمنطقة. ورغم تضرر المبنى بشكل بالغ إلا أن أفراد الأسرة الثمانية، الذين كانوا نائمين داخل المبنى، لم يصابوا بأذى. أصيب منزل آخر بتلفيات متوسطة. سقط الصاروخ الثاني على منطقة مكشوفة في موقع غير محدد، دون التسبب في إصابات.
في المساء، أصاب صاروخ ثالث إشكول، دون أن يسفر عن إصابات أو أضرار.
27 مارس
استهدفت غارة جوية إسرائيلية خلية تابعة لحركة الجهاد الإسلامي قرب جباليا أثناء تحضيرها لإطلاق صواريخ على إسرائيل، مما أدى لمقتل اثنين من مسلحي الحركة وإصابة 3 آخرين.
29 مارس
أطلق الفلسطينيون عدداً غير محدد من صواريخ القسام على سديروت، إلا أنها سقطت جميعاً داخل قطاع غزة. انطلقت صافرات الإنذار في المدينة. ردت إسرائيل في اليوم التالي بغارات جوية على خلية تابعة لحركة الجهاد الإسلامي، مما أدى لمقتل أحد مقاتليها وجرح آخر، وعلى نفق تهريب في جنوب قطاع غزة.
31 مارس
في حوالي 7:30 م أطلق صاروخ قسام من شمال قطاع غزة ليسقط على منطقة مكشوفة في عسقلان، دون أن يسفر عن إصابات أو أضرار. وانطلقت صافرات الإنذار في بعض الأحياء القريبة.

## أبريل
وفقاً للموجز الشهري لجهاز الأمن العام الإسرائيلي، أطلق الفلسطينيون في قطاع غزة 87 صاروخاً و57 قذيفة هاون تجاه إسرائيل في 63 هجمة منفصلة.
5 أبريل
أطلق الفلسطينيون من قطاع غزة صاروخ قسام نحو إشكول، دون أن يسفر عن إصابات أو أضرار. ردت إسرائيل بغارات جوية على نفقي تسلل للمقاتلين شمال قطاع غزة، مما أدى إلى إصابة 4 فلسطينيين بجروح طفيفة إلى متوسطة. في اليوم التالي نفذت إسرائيل المزيد من الضربات الجوية على نفق تسلل آخر في الشمال و3 أنفاق تهريب في الجنوب، دون أن يتسبب ذلك في وقوع إصابات.
7 أبريل
أطلق الفلسطينيون في قطاع غزة صاروخ كورنت المضاد للدروع على حافلة مدرسية في شاعر النقب، مما أدى لإصابة الراكب الوحيد في الحافلة، وهو صبي كان يبلغ من العمر 16 عاماً في الانفجار بإصابات بليغة بشظايا في الرأس، كما أصيب سائق الحافلة بجروح متوسطة. توفي الصبي بعد 10 أيام متأثراً بجراحه. نشرت حركة حماس بياناً صحفياً في المساء معلنة مسؤوليتها عن الهجوم، وواصفة إياه بأنه جاء ثأراً لمقتل 3 من قادتها في هجمة إسرائيلية سابقة، ومتوعدة بهجمات قادمة. فتح الهجوم الباب أم سلسلة من أعمال العنف المتواصل عدة أيام، أطلق فيها الجانب الفلسطيني أكثر من 100 قذيفة على إسرائيل، فيما خلفت الردود الإسرائيلية 19 قتيلاً من مسلحي حماس واثنين من المدنيين.
قال الرئيس الإسرائيلي شمعون بيريز أن الهجوم أظهر أن قطاع غزة تحول لدولة إرهاب. من جانبها أدانت الولايات المتحدة ما وصفته بالهجوم على المدنيين الأبرياء "بأشد العبارات الممكنة"، مضيفة أنه "لا يوجد تبرير لاستهداف المدنيين الأبرياء، وهؤلاء المسؤولون عن هذه الهجمات الإرهابية يجب محاسبتهم". كما أدان وزير خارجية المملكة المتحدة ويليام هيغ الهجوم "بشكل صريح" واصفاً إياه بالعمل "الخسيس والجبان"، وقائلاً بوجود تقارير ترجح أن الحافلة المدرسية قد استهدفت بشكل متعمد.
خلال الساعات الثلاث التالية أطلق ما لايقل عن 45 قذيفة أخرى من الجانب الفلسطيني نحو إسرائيل. تم توجيه المواطنين بالبقاء في منازلهم، وأمر الأطفال بالبقاء داخل المدارس، وأغلقت الشرطة الطرق في المنطقة خوفاً من هجمات أخرى. وأدانت مسؤولة الشئون الخارجية بالاتحاد الأوروبي كاثرين أشتون "بقوة" هذه الهجمات. تفاصيل بعض الأحداث:
- أصابت قذيفة هاون منزلاً في إشكول، مما أدى لتخريب المنزل دون وقوع إصابات.[116]
- اعترضت منظومة القبة الحديدية الدفاعية صاروخ غراد أطلق على عسقلان، لتحقق بذلك أول اعتراض ناجح لصاروخ قصير المدى في التاريخ.[116]
- بعد الغروب أطلقت 3 صواريخ قسام على حوف عسقلان وإشكول، دون أن تسفر عن إصابات أو أضرار.[125]

ردت إسرائيل بغارات جوية على ما وصفته بخلايا إرهابية وأنفاق تهريب.
8 أبريل
رغم إعلان الجماعات المسلحة في قطاع غزة وقف إطلاق النار من جانب واحد الساعة 11 م من الليلة السابقة، أطلق الفلسطينيون ما لا يقل عن 24 قذيفة هاون و6 صواريخ على إسرائيل، متسببة في أضرار جسيمة لمصنع وحظائر دواجن. أعلنت كل من حركة حماس وحركة فتح وحركة الجهاد الإسلامي ولجان المقاومة الشعبية والجبهة الشعبية لتحرير فلسطين والجبهة الديمقراطية لتحرير فلسطين مسؤوليتهم عن الهجمات المختلفة. بقي الأطفال الإسرائيليون في منطقة الخطر داخل المدارس لأسباب أمنية حتى نهاية الهجمات. وتم إخلاء 450 طالباً من مدرسة "نيتساني إشكول" تحت حماية قوات الأمن. ولم يعلن عن إصابات. تفاضيل بعض الأحداث:
- في الظهيرة، انفجرت 16 قذيفة هاون عبر جنوب إسرائيل، أصابت إحداها حظيرة دواجن في إشكول.[130][131]
- في وقت لاحق من الظهيرة سقطت 4 قذائف هاون أخرى على مناطق مكشوفة جنوب عسقلان، دون أن تسفر عن إصابات أو أضرار.[132]
- أطلقت 4 صواريخ على عسقلان، اعترضت منظومة القبة الحديدية الدفاعية 3 منها.[126]
- في المساء أطلقت قذيفتي هاون على كيبوتس في شاعر النقب، مما أدى لتضرر منشأة سكنية.[126]

ردت إسرائيل بغارات جوية تسببت في مقتل 4 من مقاتلي حركة حماس وواحد من مقاتلي لجان المقاومة الشعبية.
9 أبريل
أطلق الفلسطينيون ما يزيد عن 65 قذيفة على إسرائيل، أدت لإصابة 5 أشخاص أثناء توجههم إلى الملاجئ. تفاصيل بعض الأحداث:
- في المساء أطلق 15 صاروخ غراد على الأراضي الإسرائيلية، اعترضت منظومة القبة الحديدية الدفاعية 5 منها قرب بئر السبع وعسقلان.[133]
- أتلف صاروخ أطلق على كيبوتس في شاعر النقب منازل وخط مياه رئيسي.[133]
- بعد الغروب، أصاب صاروخان إشكول.[133]

ردت إسرائيل بغارات جوية أدت لمقتل 2 من مقاتلي حركة حماس البارزين وواحد من مقاتلي لجان المقاومة الشعبية.
10 أبريل
أطلق الفلسطينيون ما يقرب من 20 صاروخاً وقذيفة هاون على إسرائيل. تفاصيل بعض الأحداث:
- في الصباح أصابت 3 قذائف هاون حقولاً تابعة لكيبوتس في إشكول. تسببت القذائف في إتلاف أسلاك كهربائية مما أدى لانقطاع الكهرباء عن بعض المناطق المجاورة.[137]
- أصاب صاروخ منطقة مكشوفة في عسقلان.[138]
- اعترضت منظومة القبة الحديدية الدفاعية صاروخ غراد أطلق من الجانب الفلسطيني على عسقلان.[138]
- بعد ذلك بوقت قصير، أصاب صاروخان مناطق مكشوفة في شاعر النقب وسدوت النقب.[139]
- في الظهيرة، انفجر صاروخ قسام في منطقة مكشوفة في إشكول.[140]
- أصابت قذيفتي هاون منطقة مكشوفة في إشكول.[141]
- أصابت قذيفتا هاون أخريان إشكول أيضاً.[142]
- عند حوالي 9:30 م، بعد إعلان الجماعات الفلسطينية المسلحة وقف إطلاق النار بوقت قصير، انفجر صاروخ قسام في منطقة مكشوفة في عسقلان.[136][143]

امتنعت إسرائيل من جانبها من الرد على الهجمات.
12 أبريل
أعلنت جماعة التوحيد والجهاد التابعة لتنظيم القاعدة أنها أطلقت صاروخين على نيريم في 7:50 م. وقالت الجماعة أن الهجوم جاء رداً على العدوان الإسرائيلي على قطاع غزة. رغم ذلك نفى الجيش الإسرائيلي علمه بهجمات صاروخية واقعة في ذلك التوقيت.
15 أبريل
أطلق الفلسطينيون صاروخي غراد على أسدود من العطاطرة قرب بيت لاهيا شمال قطاع غزة. انطلقت صافرات الإنذار في أسدود وعسقلان. انفجر أحد الصاروخين في منطقة سكنية، بينما سقط الآخر خارج المدينة، دون وقوع إصابات أو أضرار. ردت إسرائيل بعد عدة ساعات بغارات جوية على أهداف عسكرية، دون وقوع إصابات معلنة.
18 أبريل
عشية عيد الفصح اليهودي، انطلق صاروخ من قطاع غزة نحو شاعر النقب. انفجر الصاروخ في منطقة مكشوفة قرب كيبوتس دون التسبب في إصابات أو أضرار. وانطلقت صافرات الإنذار في المنطقة وكذلك في سديروت.

## مايو
وفقاً للموجز الشهري لجهاز الأمن العام الإسرائيلي، أطلق الفلسطينيون في قطاع غزة صاروخاً واحداً فقط على إسرائيل خلال الشهر.
مايو 28
في المساء انطلق صاروخ من قطاع غزة نحو إشكول، دون التسبب في إصابات أو أضرار. يعد هذا الهجوم هو الأول من نوعه منذ 6 أسابيع.

## يونيو
وفقاً للموجز الشهري لجهاز الأمن العام الإسرائيلي، أطلق الفلسطينيون في قطاع غزة 4 صواريخ وقذيفة هاون واحدة تجاه إسرائيل.
15 يونيو
عند حوالي 9:30 م أطلق صاروخ قسام من قطاع غزة نحو إشكول. وسقط الصاروخ على منطقة مكشوفة، دون التسبب في إصابات أو أضرار مسجلة. وانطلقت صافرات الإنذار في المنطقة.
21 يونيو
بعد الغروب، أطلق الفلسطينيون في قطاع غزة قذيفة هاون نحو إشكول، تبعها بعد نصف ساعة صاروخ قسام آخر نحو نفس الجهة. ولم تقع إصابات أو أضرار نتيجة أي من الهجومين. أثرت الحادثة على تدريب للدفاع المدني الإسرائيلي في اليوم التالي. ردت إسرائيل بغارة جوية على نفق تهريب وسط قطاع غزة دون التسبب في إصابات.

## يوليو
وفقاً للموجز الشهري لجهاز الأمن العام الإسرائيلي، أطلق الفلسطينيون في قطاع غزة 20 صاروخاً وقذيفتي هاون تجاه إسرائيل في 18 هجمة منفصلة.
3 يوليو
في الصباح أطلق صاروخ من قطاع غزة على إشكول دون التسبب في إصابات أو أضرار. ردت إسرائيل بغارة جوية على نفق تسلل شمال قطاع غزة، دون أن يتسبب ذلك أيضاً في إصابات.
5 يوليو
اغتيل عنصري جماعة جيش الإسلام التابعة لتنظيم القاعدة محمد سعيد وكمال أبو معمر بغارة جوية إسرائيلية أثناء تحضريهما لعملية إطلاق صواريخ على إسرائيل من وسط القطاع.
9 يوليو
في المساء أطلق الفلسطينيون 3 صواريخ قسام على إسرائيل، أصاب اثنان منهما مناطق مكشوفة في حوف عسقلان، بينما سقط الثالث داخل قطاع غزة، دون أن يتسبب أي منها في إصابات أو أضرار. ردت إسرائيل بغارة جوية على نفق تسلل شمال قطاع غزة، دون وقوع إصابات.
12 يوليو
عند حوالي 10:15 م، أطلق الفلسطينيون صاروخي قسام على إسرائيل. انفجر أحد الصاروخين على بعد أقدام من أحد المنازل في سدوت النقب محدثاً تلفيات فيه، بينما سقط الآخر على منطقة مكشوفة في شاعر النقب، دون وقوع إصابات. انطلقت صافرات الإنذار، واستقبل السكان رسائل نصية تطالبهم بدخول الأماكن المحصنة. ردت إسرائيل بغارات جوية على موقعين في قطاع غزة وصفتهما بمنشأتين لتصنيع الأسلحة، دون التسبب في إصابات معروفة.
13 يوليو
في الصباح أطلق صاروخ على شاعر النقب دون التسبب في إصابات. ردت إسرائيل بغارات جوية على نفقين جنوب قطاع غزة وثالث شمال القطاع.
14 يوليو
أطلق صاروخ في الصباح على شاعر النقب، تبعه إطلاق 3 صواريخ أخرى في الظهيرة على مواقع غير محددة في إسرائيل. في المساء أطلق صاروخان آخران على شاعر النقب. لم تتسبب أي من هذه الهجمات في إصابات أو أضرار. ردت إسرائيل بغارات جوية على 4 مراكز تدريبية لحركة حماس في قطاع غزة، مما تسبب في إصابة طفلين بجروح طفيفة بحسب المصادر الفلسطينية.
15 يوليو
أطلق الفلسطينيون قذيفة هاون على إشكول، دون وقوع إصابات أو أضرار.
16 يوليو
خلال الليل، أطلق صاروخ على إشكول، دون التسبب في إصابات أو أضرار.
17 يوليو
ابتداء من الساعة 1 ص، أطلق الفلسطينيون 3 صواريخ قسام على إسرائيل. سقط الصاروخ الأول في حوف عسقلان. انفجر صاروخان آخران لاحقاً في شاعر النقب، دون وقوع إصابات أو أضرار، ولم تنطلق صافرات الإنذار.
19 يوليو
بعد الغروب أطلق صاروخ قسام على سدوت النقب، دون التسبب في إصابات أو أضرار. ردت إسرائيل بغارات جوية على أهداف في قطاع غزة، دون التسبب في إصابات معروفة.
28 يوليو
في الصباح أطلق الفلسطينيون صاروخ قسام على حوف عسقلان، وانطلقت صافرات الإنذار في المنطقة، دون وقوع إصابات أو أضرار.

## أغسطس
وفقاً للموجز الشهري لجهاز الأمن العام الإسرائيلي، أطلق الفلسطينيون في قطاع غزة 145 صاروخاً و46 قذيفة هاون تجاه إسرائيل في 134 هجمة منفصلة.
1 أغسطس
أطلق الفلسطينيون صاروخ قسام على حوف عسقلان. انفجر الصاروخ قرب خيمة بدوية متسبباً في إصابة امرأة تبلغ من العمر 55 عاماً بجروح في أطرافها السفلية. انطلقت صافرات الإنذار في المنطقة.
3 أغسطس
عند حوالي 10:30 م أطلق الفلسطينيون صاروخاً على لاخيش الواقعة بين سديروت وكريات جات. تبنت كتائب عبد الله عزام الهجوم.
4 أغسطس
بعد منتصف الليل بقليل أطلق صاروخ انفجر بدوره عند مدخل عسقلان، مما أدى إلى إصابة 5 أشخاص بجروح طفيفة بينما كانوا متجهين إلى الملاجئ بعد سماع صافرات الإنذار. ردت إسرائيل بغارة جوية على مركز عسكري لحركة حماس في قطاع غزة.
في المساء، أطلق صاروخان على كريات جات. لم تقع إصابات جسدية، إلا أن شخصين أصيبا بصدمة، وانطلقت صافرات الإنذار في المدينة.
7 أغسطس
بعد الغروب أطلق صاروخ قسام على شاعر النقب، ليسقط قرب كيبوتس، مما أدى لانطلاق صافرات الإنذار.
لاحقاً، أطلق الفلسطينيون 3 قذائف هاون على شاعر النقب، لتؤدي إلى تدمير سور.
15 أغسطس
أطلق الفلسطينيون صاروخ غراد على بئر السبع، لترد إسرائيل بغارات جوية على 5 أهداف في قطاع غزة، مما أدى إلى مقتل أحد مقاتلي حماس وإصابة عدة آخرين. في حادثة منفصلة، فرقت القوات الجوية الإسرائيلية فلسطينيين كانوا يجهزون لإطلاق صواريخ على إسرائيل.
18 أغسطس
أطلق الفلسطينيون صاروخين على عسقلان، اعترضت منظومة القبة الحديدية الدفاعية واحداً منهما على الأقل. تبنت لجان المقاومة الشعبية الهجوم. في وقت لاحق، أطلق صاروخان آخران على عسقلان واعترضتهما منظومة القبة الحديدية.
19 أغسطس
أطلق الفلسطينيون 17 صاروخاً وعدة قذائف هاون على إسرائيل. أعلنت لجان المقاومة الشعبية وكتائب شهداء الأقصى التابعة لحركة فتح مسؤوليتها عن الهجمات المختلفة. كانت شوارع بئر السبع خالية خوفاً من الهجمات. تفصيل بعض الأحداث:
- في الصباح أطلق صاروخ على يشيفا في أسدود، متسبباً في إصابة 10 أشخاص، اثنان منهما بجروح خطيرة. على مسافة قريبة، سقط صاروخ غراد داخل كنيس أثناء الصلاة دون أن ينفجر. لم يتسبب ذلك في إصابات، إلا أن الكنيس قد تم هدمه جزئياً بهدف إزالة الصاروخ.[189] تبنت كتائب عبد الله عزام التابعة لتنظيم القاعدة الهجوم، قائلة أن ذلك جاء رداً على استهداف إسرائيل قيادة لجان المقاومة الشعبية في اليوم السابق.[190]
- عند حوالي 4 م، انفجر صاروخي غراد بين كريات ملاخي وغديرا وغان يفنه. تسبب أحد الصاروخين في حريق وتدمير مبنى.[191]
- عند حوالي 5 م، أصاب صاروخ قسام إشكول.
- عند حوالي 6:20 م، أصاب صاروخان أسدود وسدوت النقب، دون التسبب في إصابات أو أضرار.[192]
- في المساء، سقط صاروخ قسام قرب كيبوتس في شاعر النقب.[193]
- في المساء، أصابت قذيفتي هاون إشكول.[194][195]
- بحلول الظلام، أصاب صاروخان إشكول، دون التسبب في إصابات أو أضرار.[196]
- عند حوالي 10 م، اعترضت منظومة القبة الحديدية الدفاعية صاروخ غراد استهدف عسقلان.[197][198]

ردت إسرائيل بغارات جوية على 4 أهداف في قطاع غزة، قتل فيها صامد عبد المعطي عابد، أحد كبار قادة لجان المقاومة الشعبية، بينما كان على دراجته النارية.
20 أغسطس
أعلنت حماس بأنها ستجدد الهجوم على إسرائيل، وأطلق الفلسطينيون 64 صاروخاً على إسرائيل. وصلت القذائف إلى أسدود وبئر السبع وعسقلان وأوفاكيم، مما أجبر أكثر من نصف مليون إسرائيلي على البقاء في ملاجئ القنابل. تسبب صاروخ غراد أطلق على بئر السبع في مقتل رجل يبلغ من العمر 38 عاماً يدعى يوسي شوشان، بينما أصيب عدة آخرون في بئر السبع وأسدود وأوفاكيم. تفاصيل بعض الأحداث:
- عند حوالي الساعة 4 ص، سقط صاروخان على إشكول دون التسبب في إصابات أو أضرار.[203] وتبنت حركة الجهاد الإسلامي الهجوم.[204]
- سقط صاروخان أطلقا من شمال قطاع غزة على ضواحي أسدود، متسببة في إصابة 3 من الفلسطينيين الأجانب الذين كانوا يعملون في المنطقة الصناعية المحلية بجروح خطيرة.[203][205] وتبنت حركة الجهاد الإسلامي الهجوم.[204]
- عند حوالي 8:30 ص، سقط صاروخ أطلق من شمال القطاع على منطقة مكشوفة في بئر طوفيا، دون التسبب في إصابات أو أضرار.[203][206] وتبنت حركة الجهاد الإسلامي الهجوم.[204]
- عند حوالي 9 ص، سقط صاروخ غراد على بني شمعون شمال بئر السبع، مما أدى لانطلاق صافرات الإنذار، وأصيب 8 أشخاص بجروح طفيفة وصدمة.[203][207][208] وتبنت لجان المقاومة الشعبية الهجوم.[204]
- انفجر صاروخ أطلق على لاخيش قرب الزوال في قسم من الطريق السريع 35 من عسقلان إلى كريات جات، مما تسبب في أضرار بليغة فيه وإغلاقه أمام حركة المرور.[209]
- بعد الظهر أصاب صاروخان قسام شاعر النقب، حيث سقط أحدهما في كيبوتس والآخر في منطقة مكشوفة، دون التسبب في إصابات أو أضرار.[210][211]
- اعترضت القبة الحديدية صاروخاً أطلق على عسقلان.[212]
- أطلقت 4 قذائف هاون على شاعر النقب، دون التسبب في إصابات أو أضرار.[213]
- أطلق صاروخ قسام على شاعر النقب، وقذيفة هاون على إشكول، دون التسبب في إصابات أو أضرار.[214]
- أطلقت قذيفتا هاون على إشكول، دون وقوع إصابات أو أضرار.[215]
- أطلقت 5 قذائف هاون على إشكول، دون وقوع إصابات أو أضرار معروفة.[216]
- أطلقت قذيفة هاون على إشكول.[217]
- اعترضت القبة الحديدية صاروخ غراد أطلق على بئر السبع. وأعلنت لجان المقاومة الشعبية مسئوليتها عن الهجوم.[218]
- أطلقت 5 قذائف هاون أخرى على إشكول، دون وقوع إصابات أو أضرار.[219]
- أطلقت صواريخ غراد على أوفاكيم، أصاب أحدها منزلاً، متسبباً في إصابة رضيع يبلغ 4 شهور وطفل يبلغ 9 سنوات وشاب يبلغ 20 عاماً. وتبنت حركة حماس الهجوم.[220][221]
- أطلق وابل من صواريخ الغراد على بئر السبع، مما أدى إلى مقتل شخص واحد وإصابة 10 على الأقل، 4 منهم بجروح خطيرة. وتبنت لجان المقاومة الشعبية الهجوم.[222][223]
- أطلق صاروخي قسام على شاعر النقب.[224]
- انفجر صاروخ قسام أطلق على إسرائيل داخل قطاع غزة.[225]

21 أغسطس
- في الصباح، أطلقت قذيفتي هاون على إشكول دون التسبب في إصابات أو أضرار.[226]
- في الصباح، سقط صاروخ قسام على حوف عسقلان دون التسبب في إصابات أو أضرار.[227]
- في الصباح، اعترضت القبة الحديدية 3 صواريخ غراد أطلقت على عسقلان.[228]
- في الصباح، أطلق صاروخا غراد على بئر السبع، اعترضت القبة الحديدية أحدهما، بينما سقط الآخر على منطقة مكشوفة قرب المدينة، دون التسبب في إصابات أو أضرار.[229]
- في الصباح، سقط صاروخ على مدرسة في بئر السبع متسبباً في تخريبها، دون وقوع إصابات.[230]
- في الصباح، أطلق صاروخان على منطقة بئر السبع دون وقوع إصابات أو أضرار.[231]
- قبل الزوال، سقطت 3 صواريخ قرب عسقلان دون وقوع إصابات أو أضرار.[232]
- بعد الزوال، أطلق صاروخ على عسقلان، دون أن يتسبب في إصابات أو أضرار.[233]
- في المساء، أطلق صاروخ قسام على شاعر النقب، دون وقوع إصابات.[234]
- رغم إعلان بدء وقف إطلاق النار من الساعة 9 م تلك الليلة، أطلق صاروخان بعد هذا الوقت، دون وقوع إصابات.[235][236]

22 أغسطس
- أثناء الليل، أطلق صاروخ على عسقلان واعترضته منظومة القبة الحديدية الدفاعية.[237]
- أطلق صاروخ آخر على إشكول في الصباح الباكر، دون وقوع إصابات.[238]
- في المساء، أطلق صاروخ قسام على عسقلان وسقط في منطقة مكشوفة، دون وقوع إصابات.[239]
- سقط صاروخ أطلق على حوف عسقلان قرب منشآت زراعية متسبباً في حريق دون وقوع إصابات.[240]
- سقط صاروخ آخر على حوف عسقلان قبل منتصف الليل.[241]

24 أغسطس
أطلق الفلسطينيون أكثر من 20 صاروخاً على المناطق الإسرائيلية. وسقطت صواريخ الغراد على عسقلان وبئر السبع وأوفاكيم، متسببة في إصابة رضيع يبلغ 9 شهور. ردت إسرائيل بغارات جوية تسببت في مقتل أحد قياديي حركة الجهاد الإسلامي اتهمته إسرائيل بالضلوع في هجوم مسلح على إسرائيل مؤخراً.
25 أغسطس
أطلق الفلسطينيون ما لا يقل عن 15 صاروخاً وقذيفة هاون . تفاصيل بعض الأحداث:
- أطلقت 5 صواريخ قسام على شاعر النقب دون التسبب في إصابات أو أضرار.
- أطلقت 4 صواريخ قسام على إشكول دون التسبب في إصابات أو أضرار.
- سقط صاروخ غراد على منطقة مكشوفة قرب عسقلان، دون التسبب في إصابات أو خسائر مادية.
- تسببت قذيفة هاون من الجانب الفلسطيني بتلفيات شديدة لحاجز بيت حانون.[245]

ردت إسرائيل بغارات جوية على عدة أهداف في قطاع غزة أدت لمقتل اثنين من مقاتلي حركة الجهاد الإسلامي اتهمتهما إسرائيل بالضلوع في الهجوم على معبر بيت حانون.
26 أغسطس
عند حوالي 3 م، أطلق صاروخ غراد على عسقلان، رغم إعلان وقف إطلاق النار من جانب حركة الجهاد الإسلامي اليوم السابق. بعد العاشرة مساء بوقت قصير، أطلق صاروخا قسام على شاعر النقب. لم يتسبب أي من الهجومين بوقوع خسائر بشرية أو مادية. أعلنت الجبهة الشعبية لتحرير فلسطين مسئوليتها عن الهجومين على عسقلان.
27 أغسطس
سقط صاروخ قسام على النقب دون التسبب في إصابات أو أضرار.
28 أغسطس
أطلق صاروخ غراد على حتسريم القريبة من بئر السبع. بعد الغروب أطلق صاروخ قسام على شاعر النقب. لم تقع إصابات أو خسائر مادية نتيجة أي من الهجومين. تبنت جحافل التوحيد والجهاد الهجومين.
29 أغسطس
أطلق صاروخ قسام على إشكول، دون وقوع إصابات أو أضرار. تبنت جحافل التوحيد والجهاد الهجوم.
31 أغسطس
أطلق صاروخا قسام على إشكول، دون وقوع إصابات أو خسائر مادية.

## سبتمبر
وفقاً للموجز الشهري لجهاز الأمن العام الإسرائيلي، أطلق الفلسطينيون في قطاع غزة 8 صواريخ وقذيفتي هاون تجاه إسرائيل في 9 هجمات منفصلة.
5 سبتمبر
سقط صاروخ على منطقة مكشوفة في النقب الغربي، دون التسبب في خسائر بشرية أو مادية.
29 سبتمبر
ضرب صاروخ أطلق من قطاع غزة شاعر النقب، ملحقاً أضراراً بمبنى مهجور. رداً على ذلك، استهدفت مركبة جوية لسلاح الجو الإسرائيلي مساء ما وصفته بموقع نشاط إرهابي وسط قطاع غزة بضربة مباشرة.
30 سبتمبر
حددت مركبة جوية لسلاح الجو الإسرائيلي مجموعة من العناصر التي كانت تجهز لعملية إطلاق صواريخ على إسرائيل من شمال قطاع غزة، وأحبطت المحاولة بضربهم.

## أكتوبر
وفقاً للموجز الشهري لجهاز الأمن العام الإسرائيلي، أطلق الفلسطينيون في قطاع غزة 52 صاروخاً و6 قذائف هاون تجاه إسرائيل في 43 هجمة منفصلة.
4 أكتوبر
أطلق صاروخان غراد من شمال غزة نحو إسرائيل. انفجر أحد الصاروخين في مزرعة مفتوحة في حوف عسقلان بينما سقط الآخر في الأراضي الفلسطينية، دون وقوع إصابات أو أضرار.
11 أكتوبر
أطلق صاروخ قسام من شمال قطاع غزة وانفجر قرب حوف عسقلان. لم يعلن عن إصابات إلا أن بعض المنشآت الزراعية قد تضررت جراء القصف.
26 أكتوبر
سقط صاروخ غراد أطلق من قطاع غزة على منطقة مكشوفة في بئر طوفيا مساء الأربعاء. لم تقع إصابات أو مادية، إلا أن عدة أفراد أصيبوا بصدمة. انطلقت صافرات الإنذار في عدة مناطق من ضمنها أسدود وكريات ملاخي ورحوفوت ونيس زيونا وغان يفنه. ردت القوات الجوية الإسرائيلية بالهجوم على 3 مناطق وصفتها بمواقع نشاط إرهابي ومنشأة تخزين أسلحة في غزة بضربات مباشرة.
29 أكتوبر
في السبت، استهدفت مركبة جوية إسرائيلية تشكيلاً مسلحاً جنوب غزة كان يحضر لعملية إطلاق صواريخ بعيدة المدى. أدى ذلك لمقتل 5 عناصر من حركة الجهاد الإسلامي كان من ضمنهم أحد القادة الكبار في سرايا القدس. وكان هذا التشكيل هو المسؤول عن إطلاق صواريخ الغراد يوم الأربعاء الماضي.
رداً على ذلك، أطلق أكثر من 24 صاروخاً على إسرائيل:
- أطلقت 4 صواريخ على أسدود، وأدت لإصابة أحد المباني القريبة وجرح شخص.
- أطلق صاروخ على غان يفنه، مما أدى إلى إصابة رجلا في الخمسين من عمره بجروح في أطرافه السفلية.[265][266][267][268]
- أطلقت قذيفتي هاون على إشكول.[269]
- أطلقت قذيفة هاون على بني شمعون.[270]
- انفجر صاروخ في مرحافيم.[271]
- أطلق صاروخ على بئر السبع واعترضته منظومة القبة الحديدية الدفاعية.[272]
- أصاب صاروخ مدينة عسقلان.
- أصابت قذيفتا هاون إشكول.[273]
- أصاب صاروخ شقة في عسقلان، وأدى لمقتل مواطن يبلغ 56 عاماً.[274]

نفذت إسرائيل غارات جوية أخرى، وضربت تشكيلاً آخر كان يحضر لإطلاق صواريخ. أدى ذلك لمقتل 4 عناصر آخرين من حركة الجهاد الإسلامي.
30 أكتوبر
أطلق 12 صاروخاً على إسرائيل منذ منتصف الليل، لم يتسبب أي منها في أضرار. واعترضت منظومة القبة الحديدية صاروخين. ردت إسرائيل بغارات جوية على ما أسمته مواقع نشاط إرهابي في غزة، متضمنة على الأقل 3 منصات لإطلاق الصواريخ وأنفاق وتشكيل كان يجهز لإطلاق صواريخ، مما أدى لمقتل أحد مقاتلي الجبهة الديمقراطية لتحرير فلسطين.
31 أكتوبر
استهدفت مركبة جوية للجيش الإسرائيلية تشكيلاً كان قد أطلق صاروخ قسام على إسرائيل من جنوب غزة بضربة مباشرة، أدت لمقتل 2 من مسلحي مجموعة الأحرار التابعة لفتح. في المساء، أطلق المقاتلون الفلسطينيون من قطاع غزة 5 صواريخ على إسرائيل. وسقط صاروخان قرب بئر السبع وواحد على سديروت وآخر على شاعر النقب، بينما اعترضت منظومة القبة الحديدية الصاروخ الخامس، الذي كان قد أطلق على بئر السبع. لم تسجل إصابات ناتجة.

## نوفمبر
وفقاً للموجز الشهري لجهاز الأمن العام الإسرائيلي، أطلق الفلسطينيون في قطاع غزة 11 صاروخاً وقذيفة هاون واحدة تجاه إسرائيل في 10 هجمات منفصلة.
1 نوفمبر
في المساء، سقط صاروخ أطلق من غزة على إشكول، دون التسبب في إصابات أو أضرار.
4 نوفمبر
أطلق المقاتلون الفلسطينيون صاروخاً نحو جنوب إسرائيل، دون التسبب في إصابات أو أضرار.
5 نوفمبر
هاجمت مركبة جوية إسرائيلية مسلحين فلسطينيين كانوا يحضرون لإطلاق صاروخ على إسرائيل، مما أدى إلى مقتل أحد مقاتليحركة الجهاد الإسلامي وإصابة اثنين.
6 نوفمبر
انفجر صاروخان أطلقا من غزة في مناطق مكشوفة بحوف عسقلان، لم يتسبب الصاروخ الأول في خسائر، بينما تسبب الثاني بجروح بشظايا لعامل تايلاندي.
9 نوفمبر
سقط صاروخان أطلقهما المقاتلون الفلسطينيون على شاعر النقب دون التسبب في إصابات أو أضرار.
10 نوفمبر
أطلق صاروخ في المساء على جنوب إسرائيل دون وقوع إصابات. ردت إسرائيل بغارة جوية على مركز تدريب للمقاتلين في غزة شمال خان يونس.
13 نوفمبر
أطلق المسلحون في قطاع غزة صاروخ قسام على شاعر النقب، دون التسبب في إصابات أو أضرار. رداً على ذلك، قصف سلاح الجو الإسرائيلي مركز شرطة بحرية شمال مدينة غزة، مخلفاً قتيلاً و4 مصابين من الفلسطينيين.
15 نوفمبر
أطلق المقاتلون في غزة صاروخي قسام على مناطق إسرائيلية في في النقب الغربي. أصاب أحد الصاروخين روضة أطفال محلية. لم تقع خسائر بشرية نتيجة الهجوم إلا أن منشآت الروضة تضررت بشكل كبير. انفجر الصاروخ الآخر في منطقة مكشوفة دون التسبب في إصابات أو أضرار. رداً على ذلك، قصفت إسرائيل بعد منتصف الليل أهدافاً شمال القطاع بغارات جوية مباشرة على نفق وعلى ما وصفته إسرائيل ببؤرة نشاط إرهابي.
26 نوفمبر
سقط صاروخ أطلق من غزة على إشكول دون وقوع إصابات أو أضرار. رداً على ذلك، قصفت مركبة جوية إسرائيلية ما وصفه الجانب الإسرائيلي ببؤرتي نشاط إرهابي في جنوب ووسط قطاع غزة.

## ديسمبر
وفقاً للموجز الشهري لجهاز الأمن العام الإسرائيلي، أطلق الفلسطينيون في قطاع غزة 30 صاروخاً و11 قذيفة هاون تجاه إسرائيل في 30 هجمة منفصلة.
7 ديسمبر
استهدفت مركبة جوية إسرائيلية تشكيلين فلسطينيين كانا يحضران لإطلاق صواريخ على جنوب إسرائيل، مما أدى إلى مقتل أحد مقاتلي حركة الجهاد الإسلامي وإصابة اثنين آخرين.
8 ديسمبر
اغتالت مركبة جوية إسرائيلية أحد قياديي كتائب شهداء الأقصى إلى جانب مقاتل آخر على خلفية نيتهما لتنفيذ هجوم على جنود الجيش الإسرائيلي. رداً على ذلك، أطلق المقاتلون في غزة عدة صواريخ. انفجر صاروخ غراد في حقل مكشوف قرب بئر السبع جنوب إسرائيل، بينما سقط صاروخ قسام على حقل مكشوف في سدوت النقب. ولم يسفر أي من الهجومين عن إصابات أو أضرار. من جانبها ردت إسرائيل بضربتين جويتين على الأقل على منشآت تابعة لحركة حماس في اليوم التالي، مما أدى لمقتل مدني وإصابة عدة آخرين. أطلقت 9 صواريخ أخرى على إسرائيل دون وقوع أضرار أو خسائر ناتجة، سقط 5 منها على النقب الغربي، وانفجر واحد في إشكول، وآخر في نتيفوت، بينما سقط صاروخان جنوب عسقلان.
9 ديسمبر
أطلقت 6 صواريخ من قطاع غزة على جنوب إسرائيل، انفجر اثنان منها في حوف عسقلان، واثنان في شاعر النقب، وأطلق الاثنان الباقيان على بئر طوفيا، اعترضت منظومة القبة الحديدية واحداً منهما. ولم تقع إصابات أو أضرار نتيجة أي من هذه الهجمات. رداً على ذلك، قصفت مركبة جوية إسرائيلية أهدافاً قالت إسرائيل أنها مرتبطة بالنشاط الإرهابي في غزة في اليوم التالي.
11 ديسمبر
رداً على إطلاق الصواريخ المستمر، استهدفت مركبة جوية إسرائيلية موقع تصنيع أسلحة شمال غزة.
24 ديسمبر
انفجر صاروخ أطلق من شمال قطاع غزة في حقل مكشوف في حوف عسقلان. بعد ذلك بقليل سقطت قذيفة هاون على حقل مكشوف في إشكول. ولم تقع إصابات أو أضرار نتيجة أي من الحادثتين.
27 ديسمبر
بعد غارة جوية إسرائيلية أدت لمقتل 3 من مقاتلي حركة الجهاد الإسلامي وإصابة 10، رد الجانب الفلسطيني بإطلاق صاروخ قسام من غزة، إلا أنه انفجر داخل القطاع.
28 ديسمبر
انفجرت 4 صواريخ قسام أطلقت من قطاع غزة في النقب الغربي. بعد ذلك بساعات، فجرت طائرات إسرائيلية نفق تسلل شمال غزة وموقعاً آخر وصفته إسرائيل ببؤرة إرهابية في وسط القطاع.
29 ديسمبر
انفجر صاروخ أطلق من قطاع غزة في منطقة مكشوفة في إشكول، دون وقوع إصابات أو أضرار.
30 ديسمبر
نفذت طائرة تابعة لسلاح الجو الإسرائيلي غارة جوية على خلية صواريخ شمال غزة قبل ثوانٍ من إطلاقها صواريخ على إسرائيل، مخلفة قتيلا و5 جرحى.